# Тезаурус Роже
Тезаурус Роже (англ. Roget’s Thesaurus, оригинальное название Thesaurus of English Words and Phrases — «Тезаурус английских слов и фраз») — один из первых в истории и наиболее известных на сегодня идеографических словарей. Составлен британским лексикографом Питером Марком Роже около 1805 г. и опубликован в 1852 г.

## Структура тезауруса
Структура Тезауруса Роже включает шесть основных семантических категорий, внутри которых построены древовидные иерархии подкатегорий.

## Версии тезауруса
Слово «Роже» в названии тезауруса не является объектом авторского права. Соответственно, если современное издание называется «Тезаурус Роже», это не обязательно означает, что оно непосредственно связано с оригинальным трудом П. М. Роже.